# Namacodon
Namacodon là một chi thực vật thuộc họ Campanulaceae. Hiện tại chi này có 1 loài:
- Namacodon schinzianum, (Markgr.) Thulin, 1974: Có mặt tại Namibia và Nam Phi.